# Estació de la Creu Alta
La Creu Alta és una estació de la línia Barcelona-Vallès de FGC. Forma part del perllongament de la S2 a la ciutat de Sabadell i és una de les noves estacions de ferrocarril, posada en servei durant l'estiu de 2017, exactament el 20 de juliol.
L'estació se situa al subsol del carrer Pi i Margall, on conflueix amb els carrers Borràs i Papa Pius XI. Consta de dos accessos al carrer Pi i Margall, que disposen d'escales fixes i escales mecàniques de pujada. Entre aquests dos accessos també hi ha un ascensor per baixar al vestíbul.
Al nivell vestíbul s'hi troben les màquines validadores i màquines expenedores de bitllets. A partir d'aquest vestíbul, en surten dos accessos amb escales fixes i mecàniques de pujada que es troben en un nivell intermedi. D'aquest nivell en surten unes escales que baixen fins a l'andana central amb vies generals. Del vestíbul també en surt un ascensor que baixa directament al nivell de les vies.

## Serveis ferroviaris
| Línia Barcelona-Vallès de FGC |                      |       |               |                        |
| Procedència/Destinació        | <                    | Línia | >             | Procedència/Destinació |
| Barcelona - Pl. Catalunya     | Sabadell Plaça Major |       | Sabadell Nord | Sabadell Parc del Nord |